# Eynhallow (Schiff)
Die Eynhallow ist eine Fähre der britischen Reederei Orkney Ferries.

## Geschichte
Die Fähre wurde unter der Baunummer 31 auf der Werft David Abels Boatbuilders in Bristol gebaut und im Juni 1987 abgeliefert. Sie wird von Orkney Ferries zwischen Tingwall auf der Hauptinsel Mainland und den Inseln Rousay, Wyre und Egilsay eingesetzt. Die Fähre ist nach der zwischen den Inseln Mainland und Rousay liegenden unbewohnten Insel Eynhallow benannt.

## Technische Daten und Ausstattung
Das auf dem Prinzip eines Landungsbootes basierende Schiff wird von zwei Viertakt-Sechszylinder-Dieselmotoren des Motorenherstellers Volvo Penta mit jeweils 220,5 kW Leistung angetrieben. Die Motoren wirken auf zwei Propeller.
Die Fähre verfügt über ein offenes Ladungsdeck mit 55 Spurmetern. Das Deck ist über eine herunterklappbare Bugrampe zugänglich. Im Heckbereich des Schiffes befinden sich die Decksaufbauten mit einem Aufenthaltsraum für Passagiere und dem auf die Decksaufbauten aufgesetzten Steuerhaus. Die Fähre kann zehn Pkw befördern. Die Passagierkapazität ist mit 95 Personen angegeben. Die Fähre wird auch für den Viehtransport zwischen den Inseln eingesetzt.